# 柳生街道

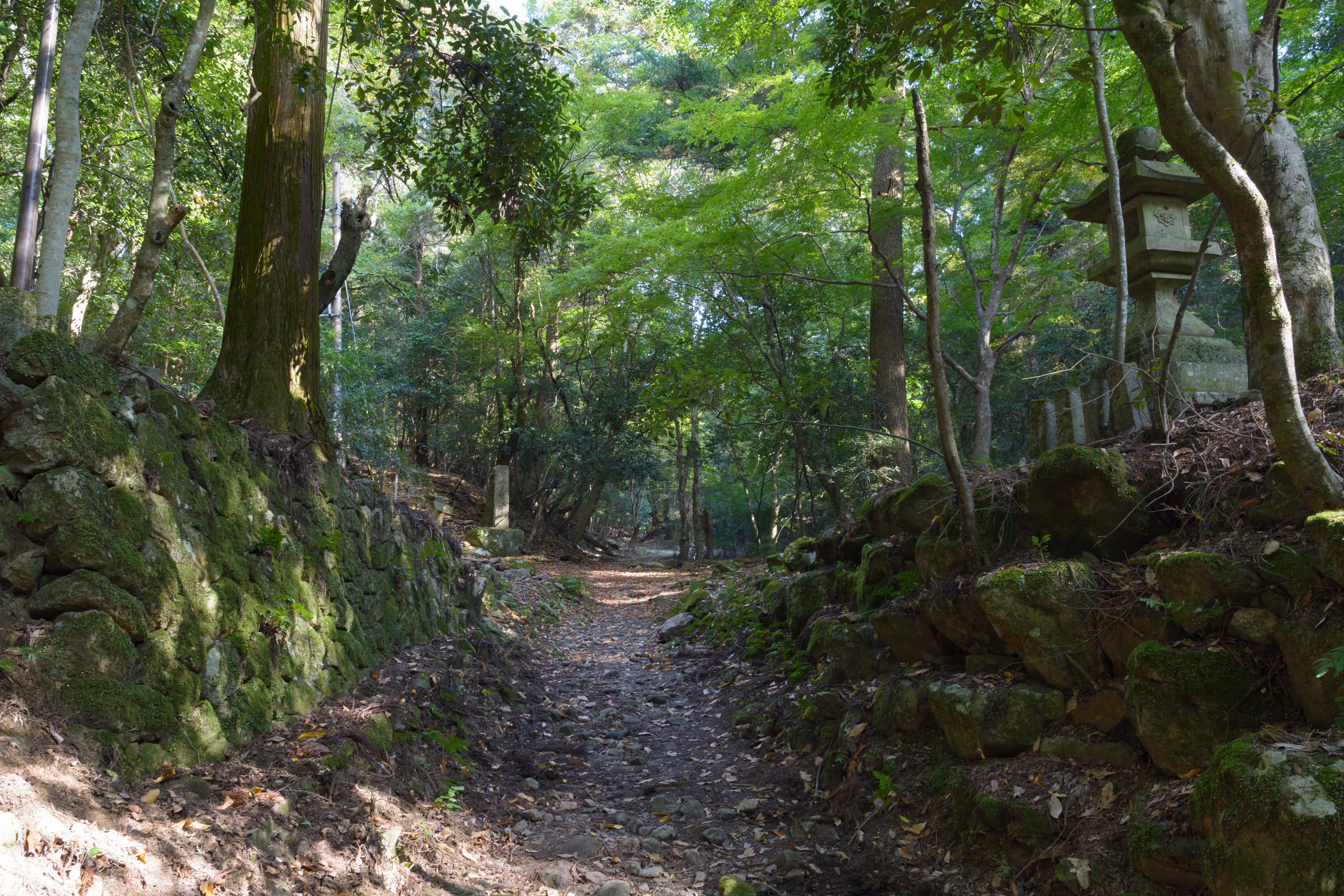
滝坂の道

柳生街道（やぎゅうかいどう）は、奈良県奈良市を走る街道。
奈良町から春日山と高円山の谷を越え、忍辱山を経て柳生へ繋がる。柳生より先は笠置や月ヶ瀬・上野方面へ通じた。現在は奈良と春日山の間が往時の姿を留める。東海自然歩道指定。歴史の道百選選定。

## 歴史

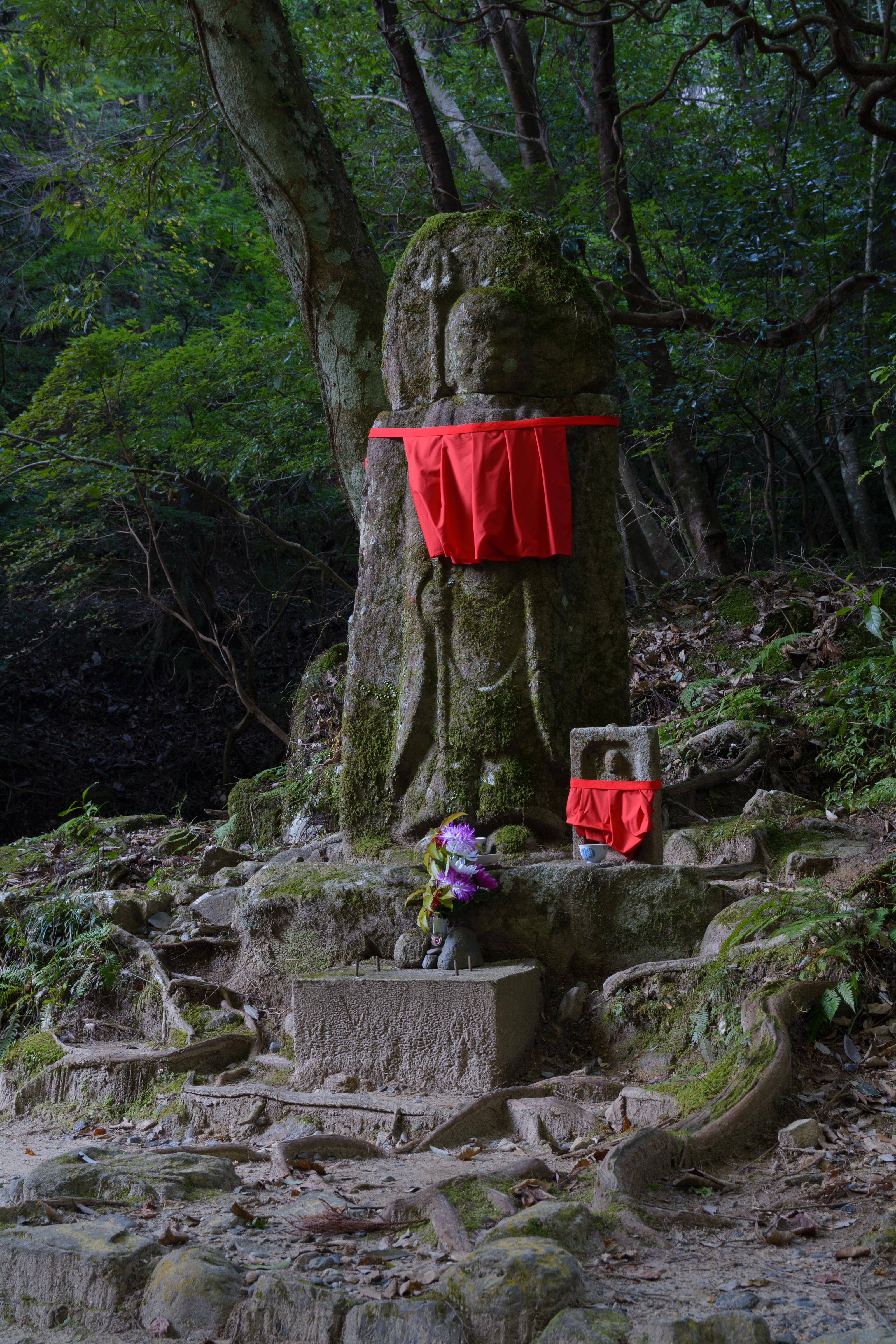
首切地蔵

柳生街道の起源は定かではないが、鎌倉時代初期には存在したとする説がある。街道のうち奈良市高畑町から山中へと入り、能登川沿いを上る石畳の坂道を「滝坂の道」または「滝坂道」と呼ぶ。滝坂の道の石畳は江戸時代の奈良奉行が命じて敷かせたとも、それ以前からあったとも伝わる。道のほとりの能登川は細かな滝を作って流れ落ちる。沿道にはいくつかの磨崖仏が残る。奈良側から石切峠までの間に寝仏、滝坂地蔵と三体地蔵、夕日観音、朝日観音、首切り地蔵がある。首切地蔵は江戸時代の剣豪荒木又右衛門が試し斬りをした伝説がある。街道は首切地蔵付近で能登川から離れ、石切峠（標高470m）までの間は上りが続き、峠までの間に春日山石窟仏（国の史跡）がある。奈良奥山ドライブウェイ東側に超え、街道より南に下った谷に地獄谷石窟仏（国の史跡）が存在する。街道は誓多林、忍辱山、大柳生、阪原を経て柳生へと至る。
柳生街道は明治時代初期まで、柳生村の人々が村と奈良の町を往復する、また大阪へ向かう際に通行する主要道であった。人は徒歩で往来し、貨物は駄馬を利用して運ばれた。1889年に柳生村から月ヶ瀬村へ通じる月ヶ瀬街道の、1891年に笠置村と通じる笠置街道の改修工事が完了し柳生街道を経た通行の便が改良された。1897年11月になると柳生の北隣に関西鉄道笠置駅が開業した。それまで柳生街道を利用していた人々は笠置を経由し、汽車に乗って奈良へ向かう時代となった。奈良・柳生間の交通は昭和初期以降、春日山の北側を走る県道にバス路線が整備された。
1996年11月、柳生街道は文化庁によって歴史の道百選に選定された。1998年に近接する春日山原始林が古都奈良の文化財の一部としてユネスコの世界文化遺産に登録された。同年、奈良県は滝坂の道の石畳改修工事を行なった。1999年に地元の有志が「柳生街道・滝坂の道を守る会」を結成し、滝坂の道とわきを流れる能登川で毎月1回、倒木撤去と石畳の修復、古道の清掃を行なう活動を続けている。

## 周辺

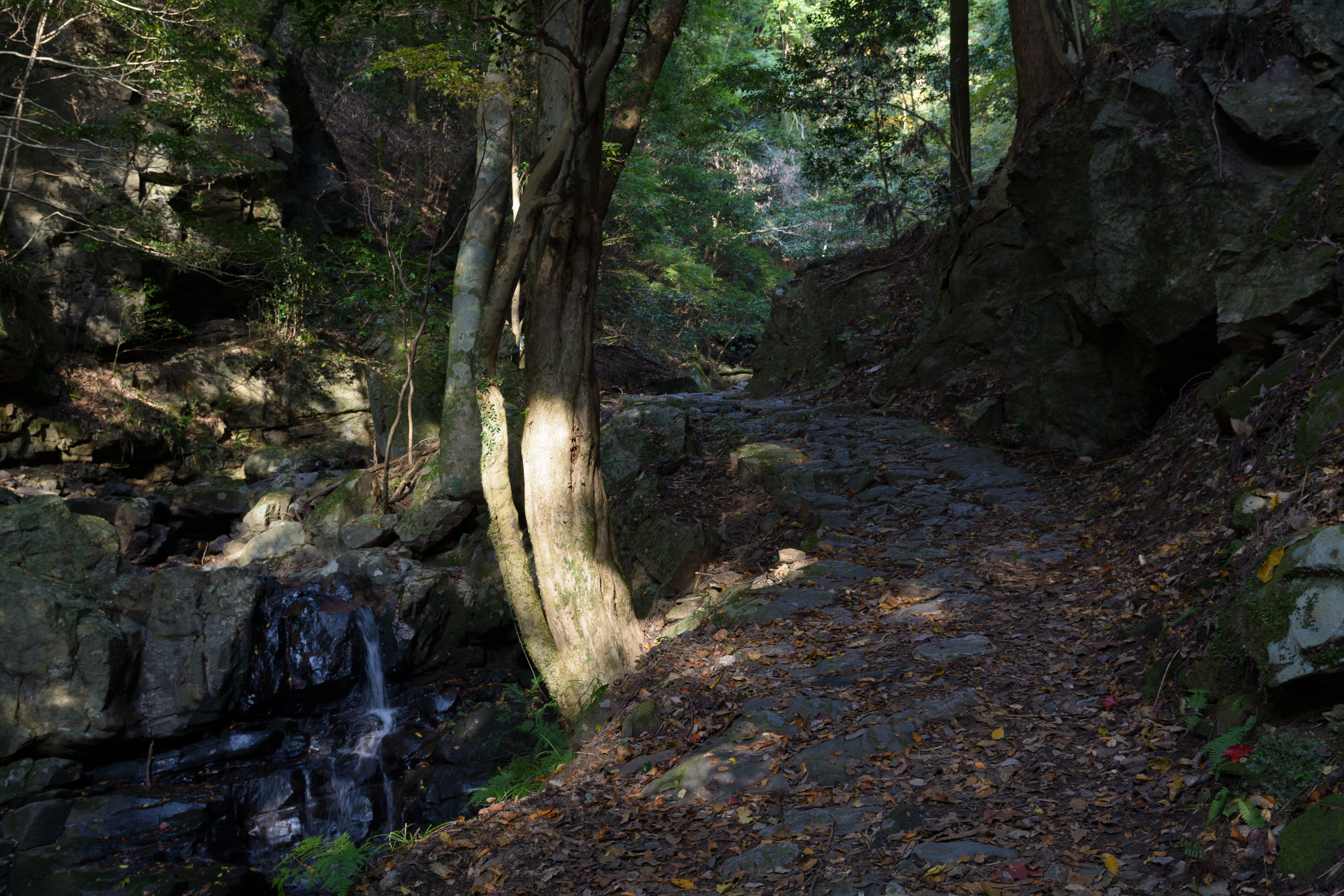
滝坂の道 朝日観音付近
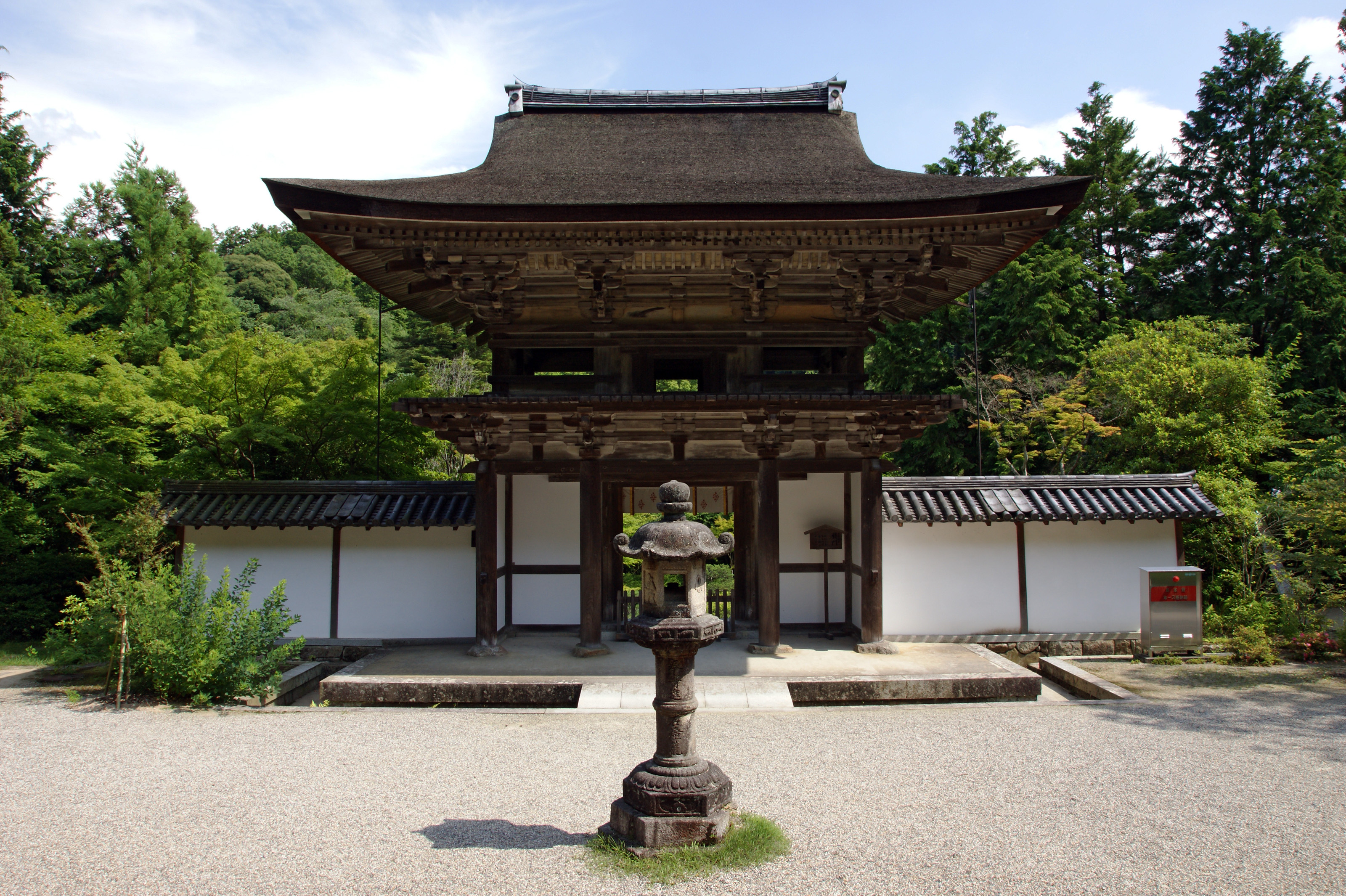
円成寺 楼門
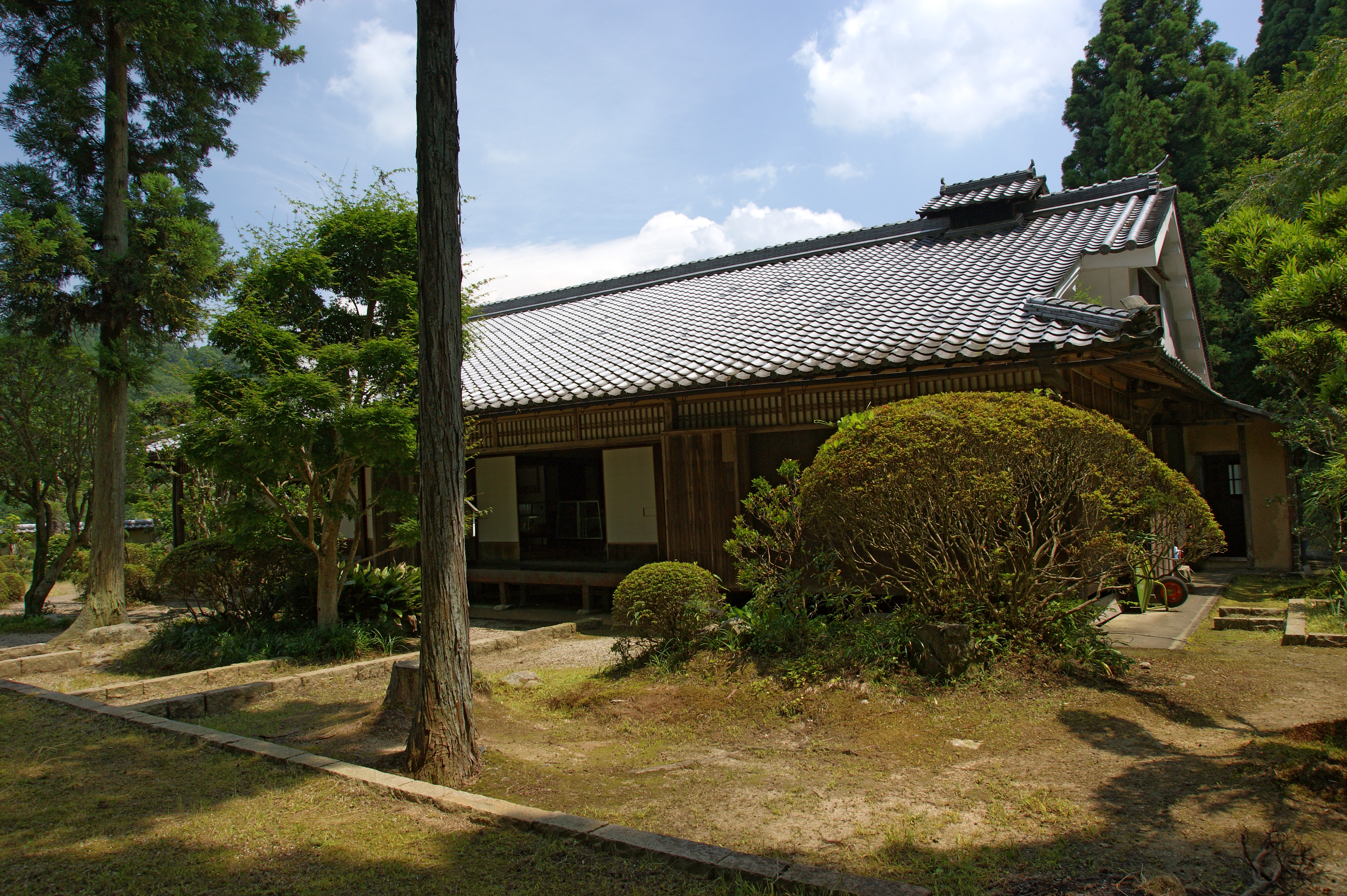
旧柳生藩家老屋敷
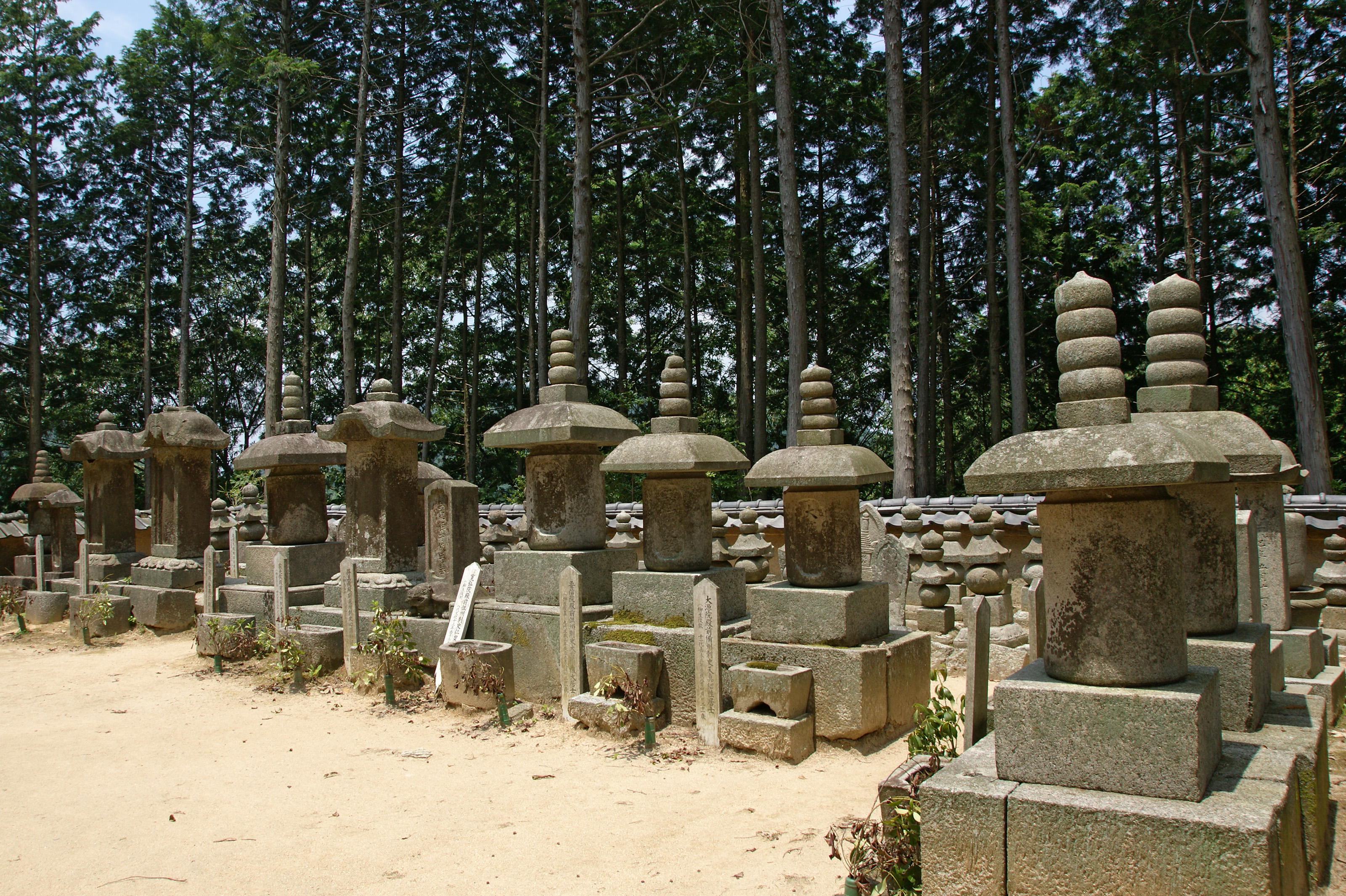
芳徳寺 柳生一族累代之墓所

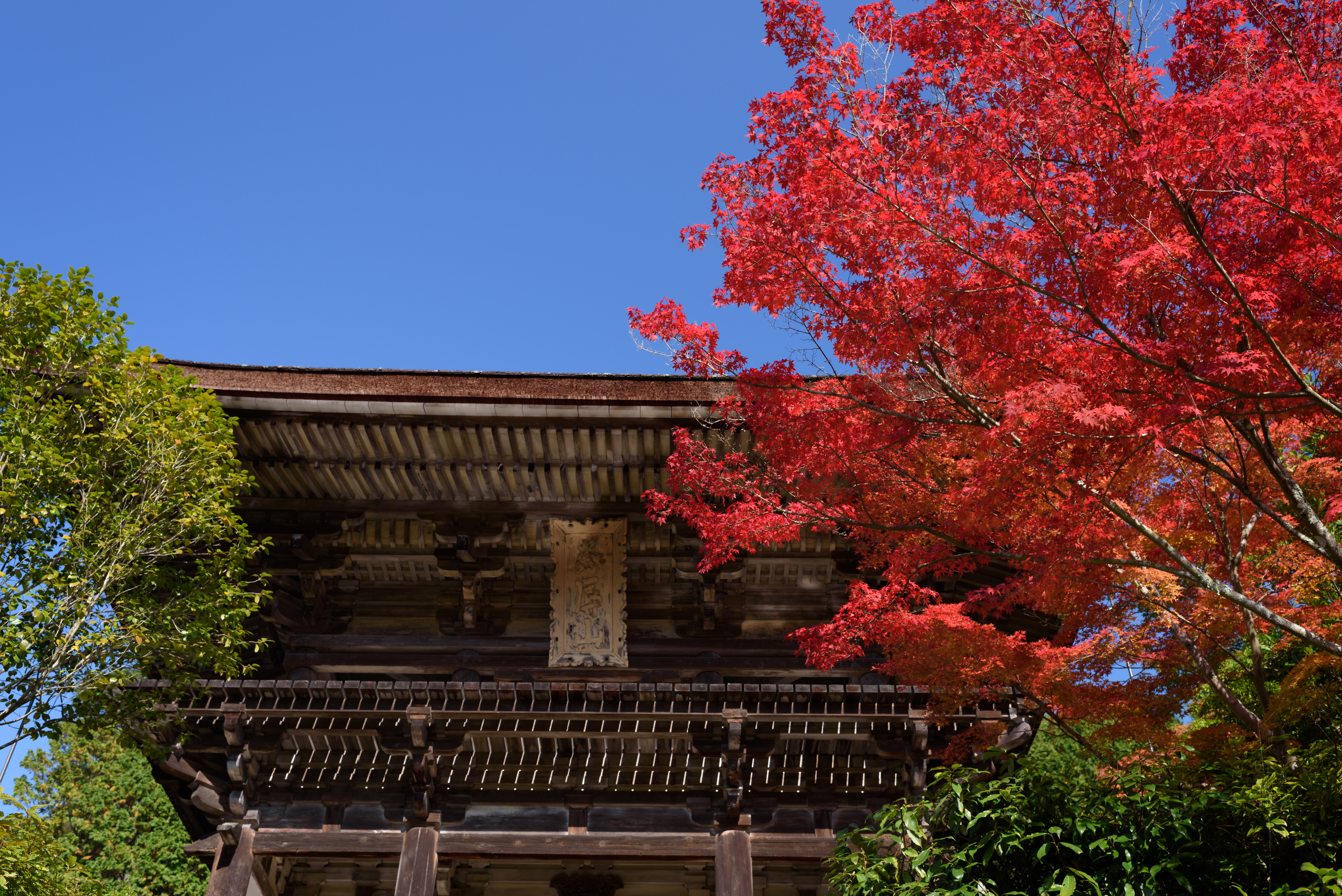
円成寺 紅葉
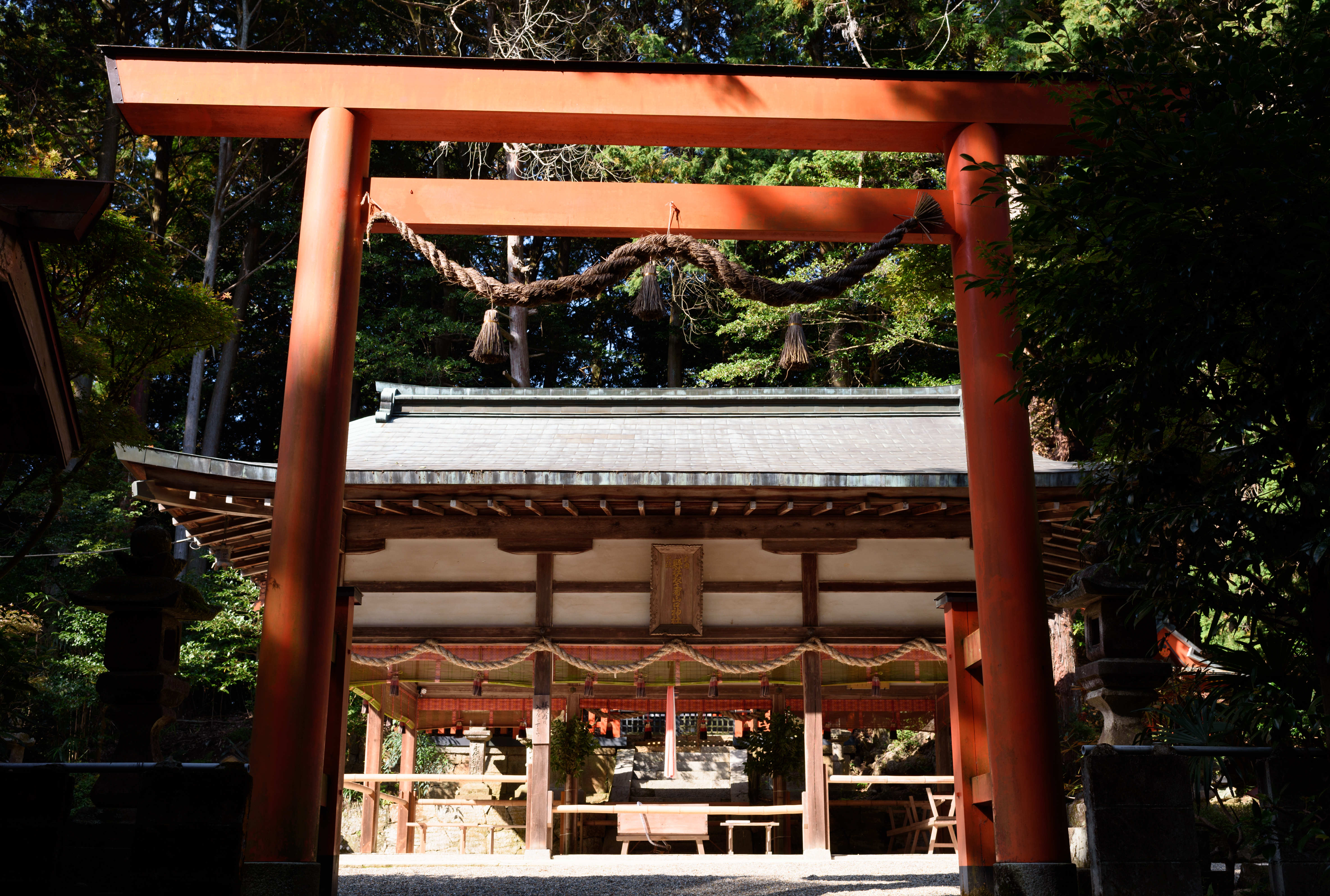
夜支布山口神社
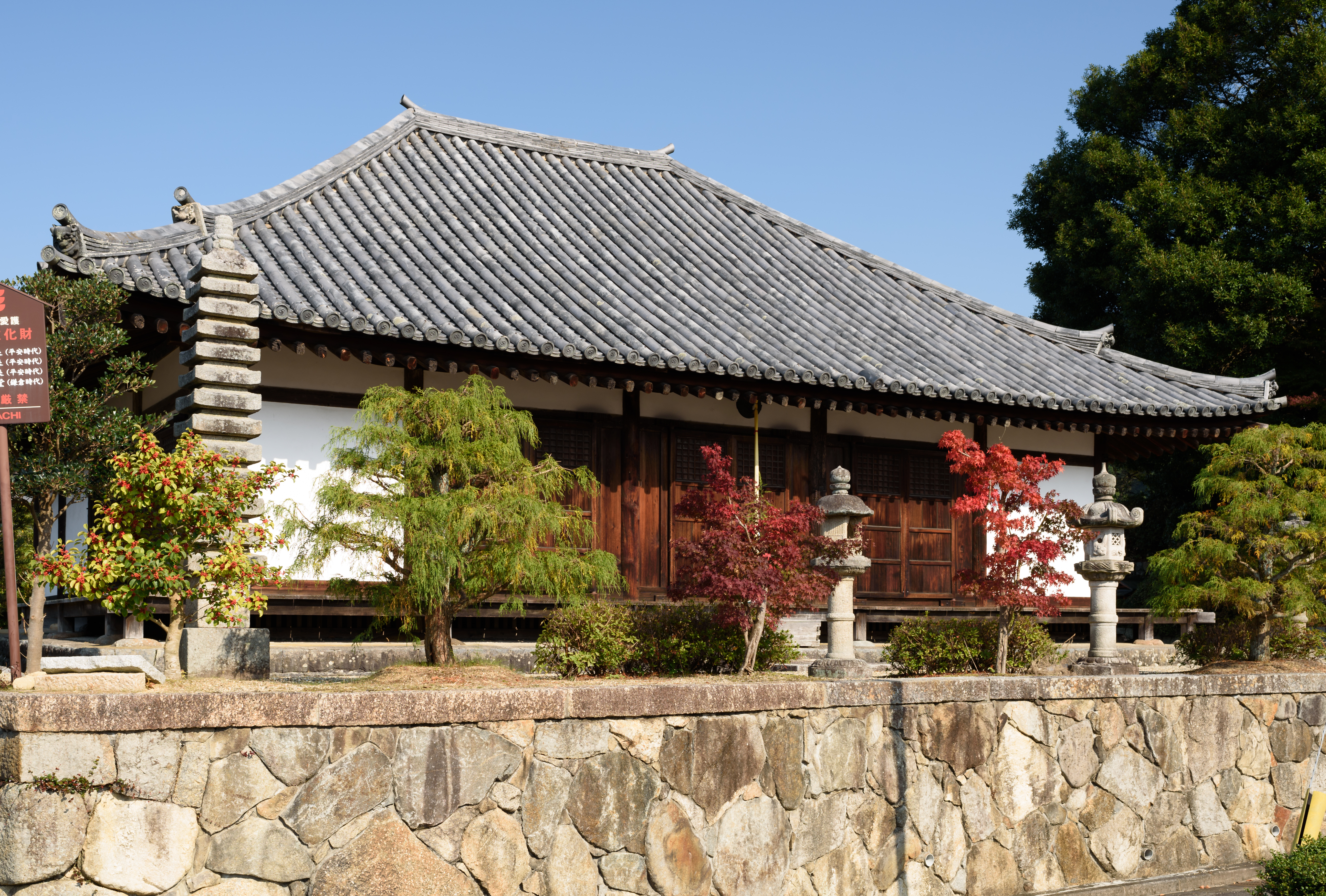
南明寺
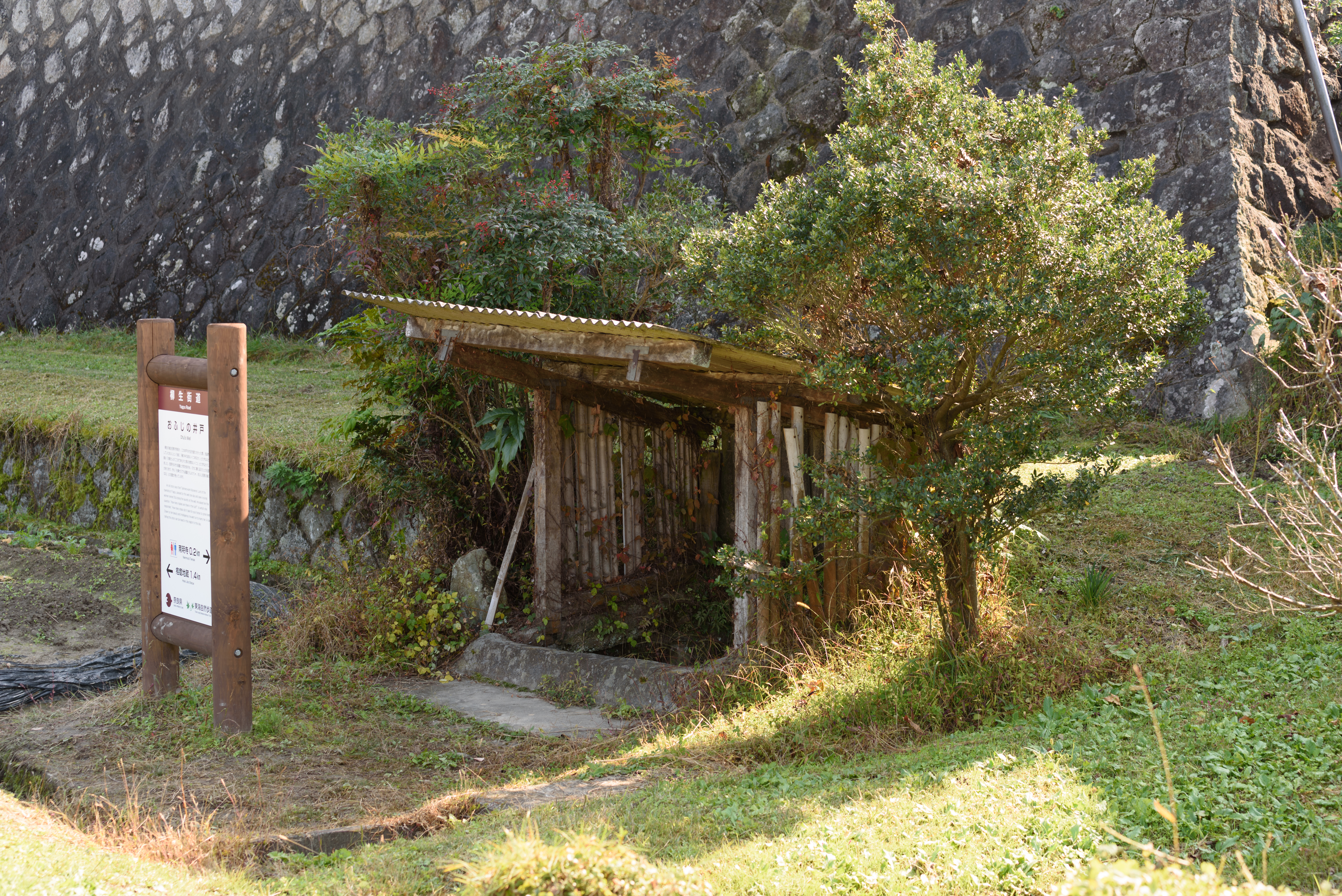
おふじの井戸

- 春日大社
- 新薬師寺
- 白毫寺
- 円成寺
- 夜支布山口神社
- 南明寺
- 疱瘡地蔵（柳生の徳政碑文）
- 柳生花しょうぶ園
- 柳生城、柳生陣屋
- 旧柳生藩家老屋敷
- 芳徳寺

## 磨崖仏

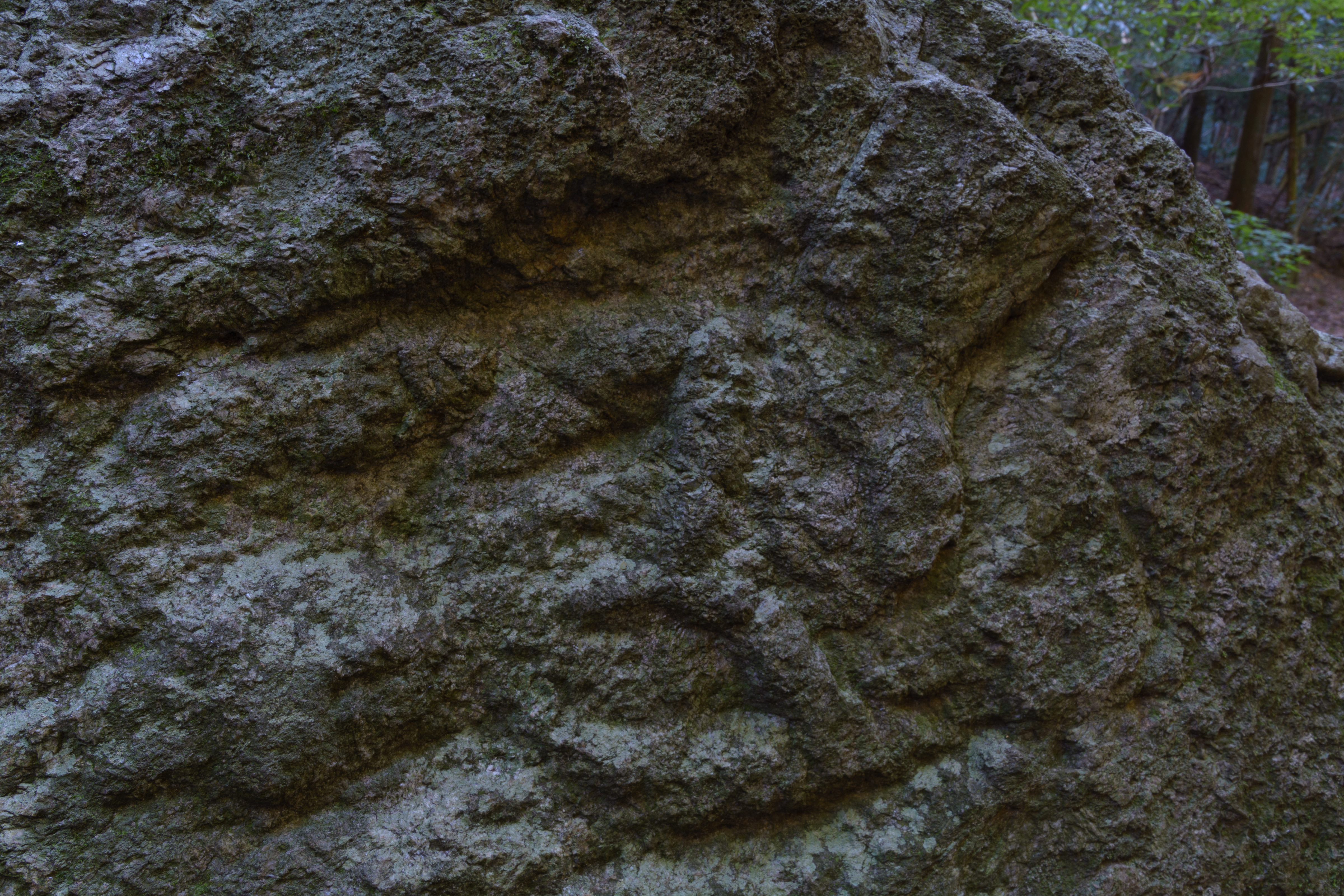
寝仏 金剛界大日如来、写真向かって左が頭部で、中央付近に智拳印を結ぶ両手が見える。南北朝時代の作。
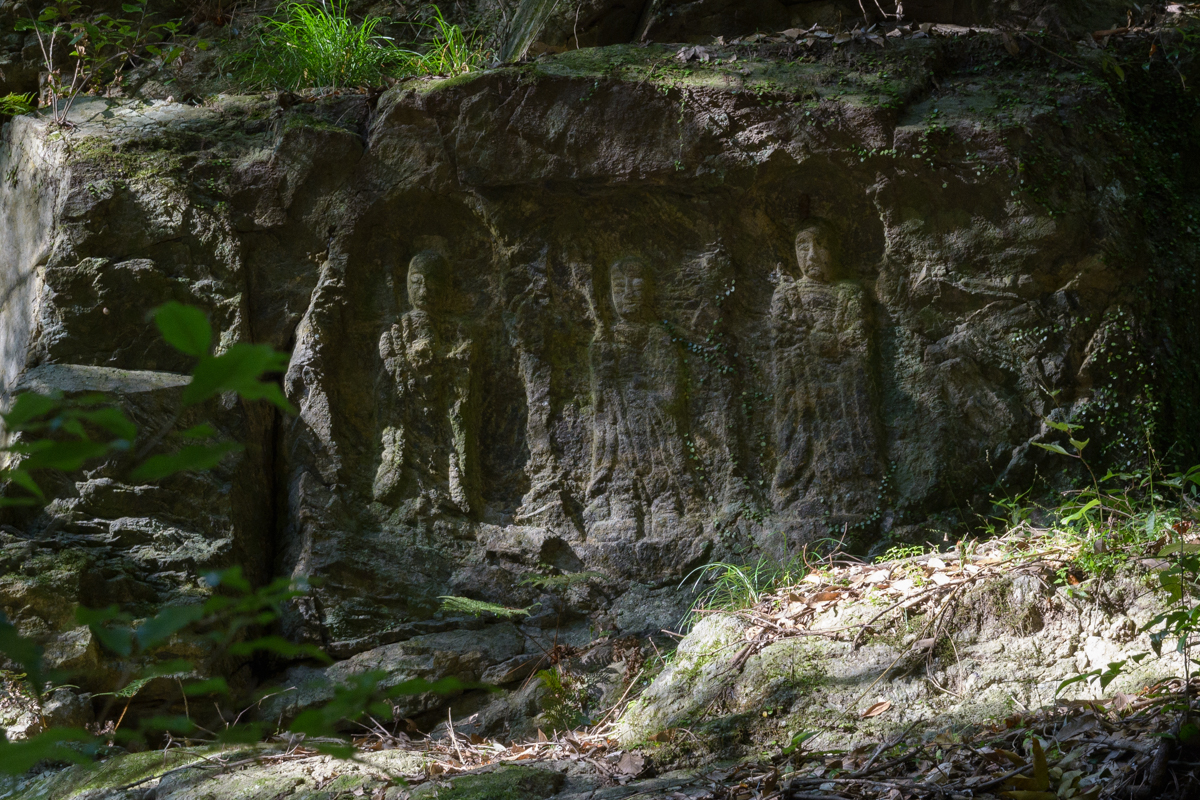
三体地蔵 室町時代の地蔵菩薩
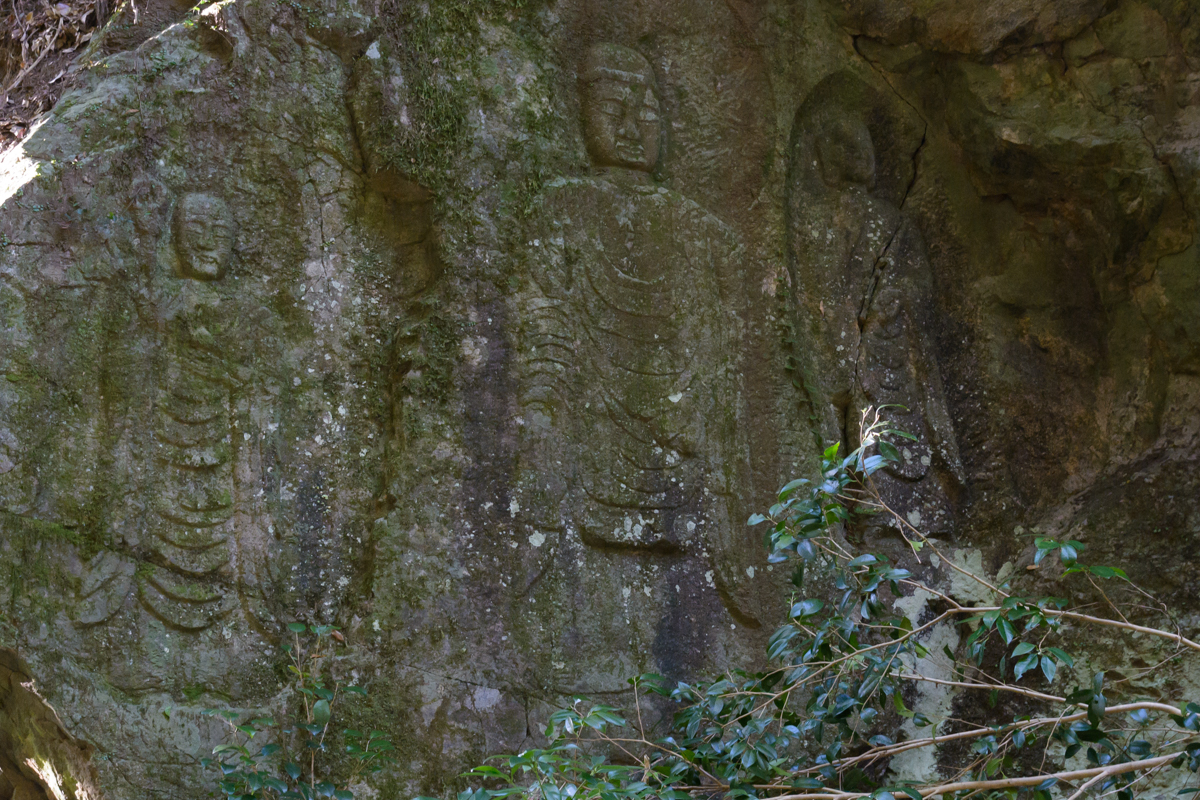
朝日観音 文永2年（1265年）の作、実際は観音ではなく、中央は弥勒如来、左右は地蔵菩薩
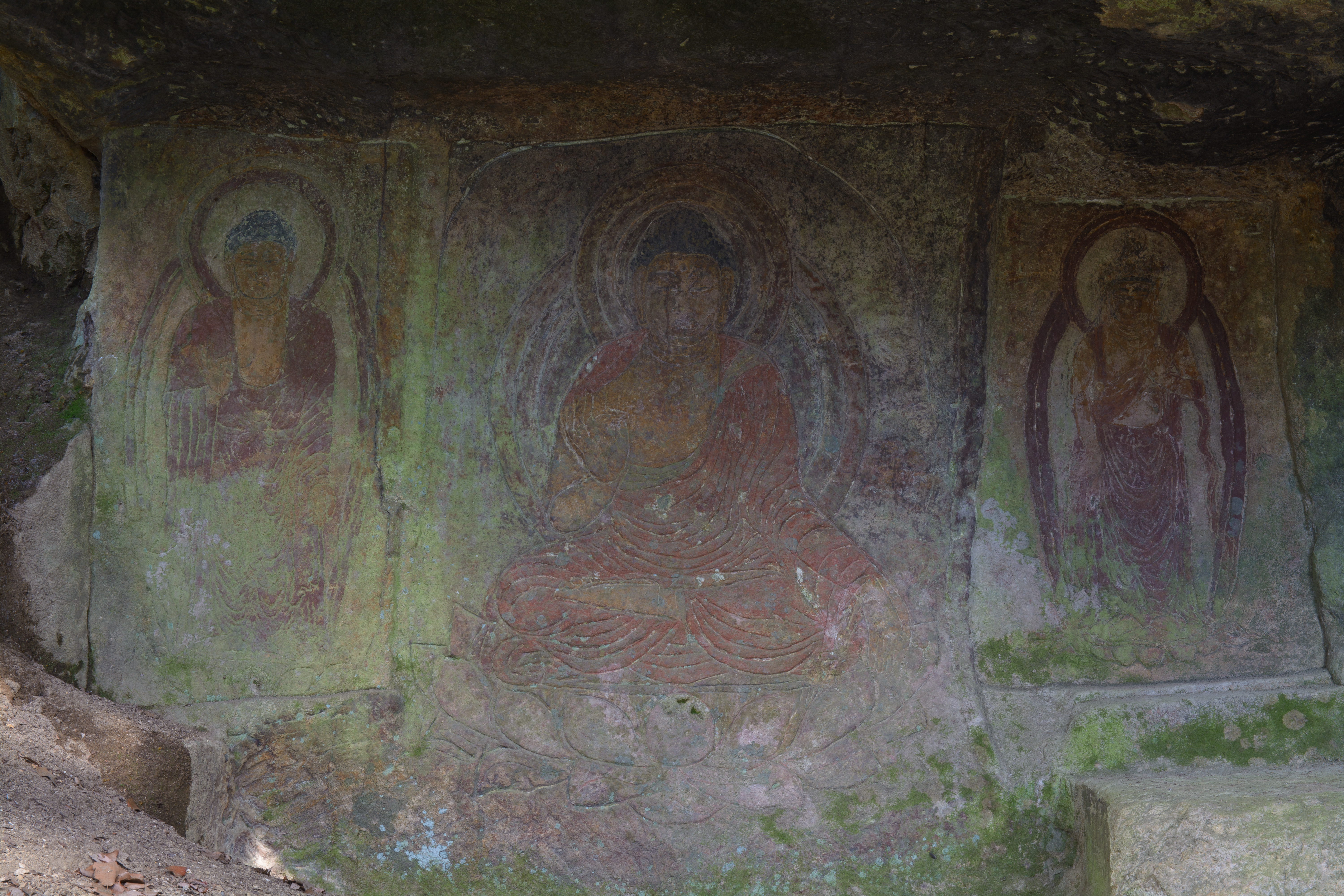
地獄谷石窟仏 中央は盧舎那仏（釈迦如来とも）、向かって左に薬師如来・右側に十一面観音。盧舎那仏像は奈良時代または平安時代の作とも言われ、左右は中央よりも後の時代のものとされる[13][14]。

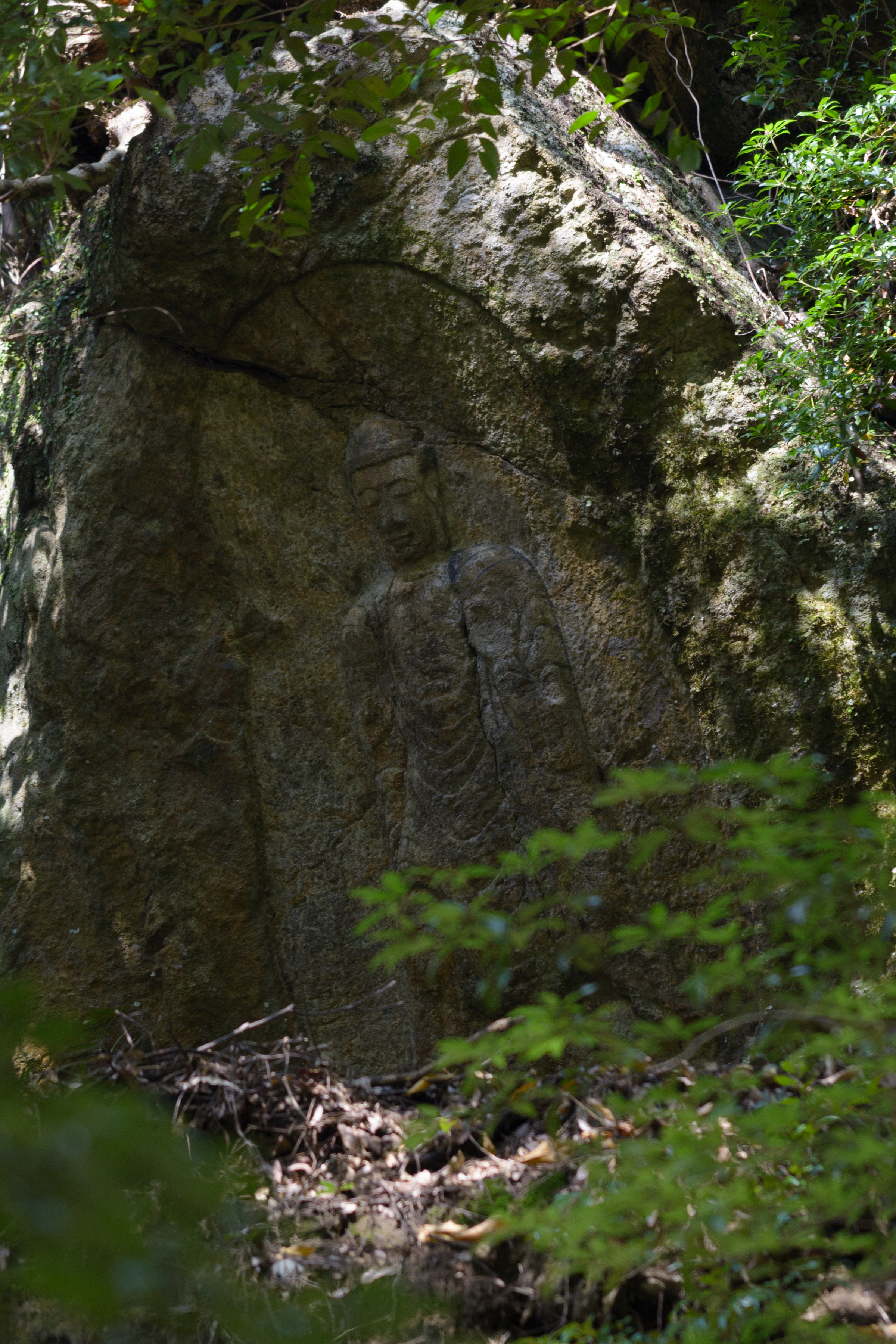
夕日観音 実際は観音ではなく、弥勒如来立像
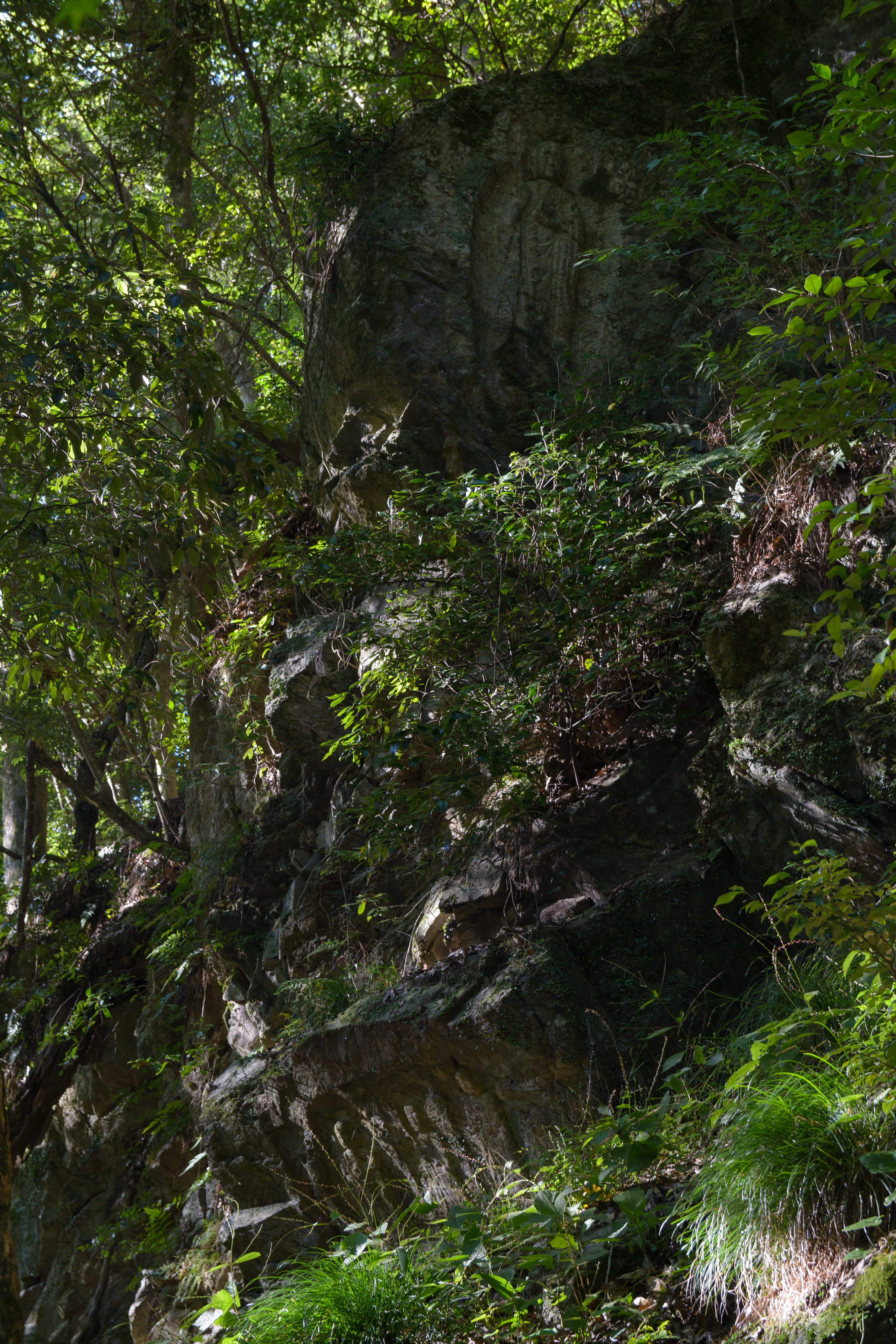
滝坂地蔵（上）と三体地蔵（下）
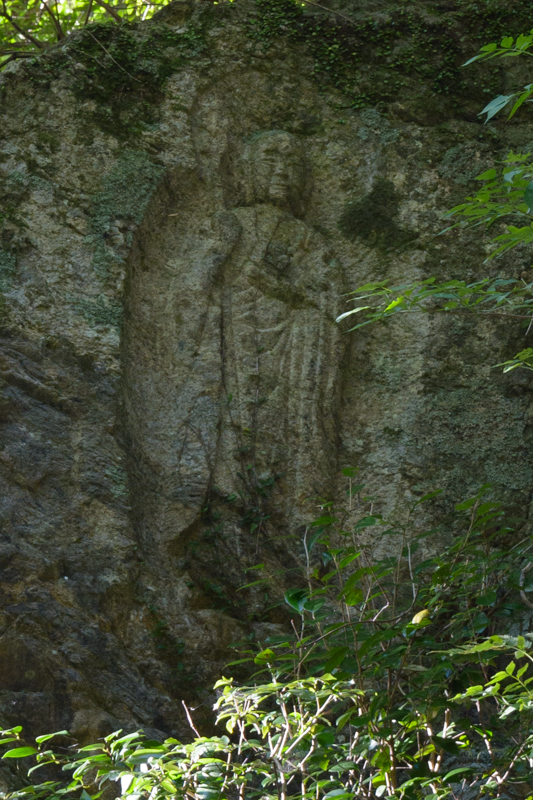
滝坂地蔵 鎌倉時代の地蔵菩薩
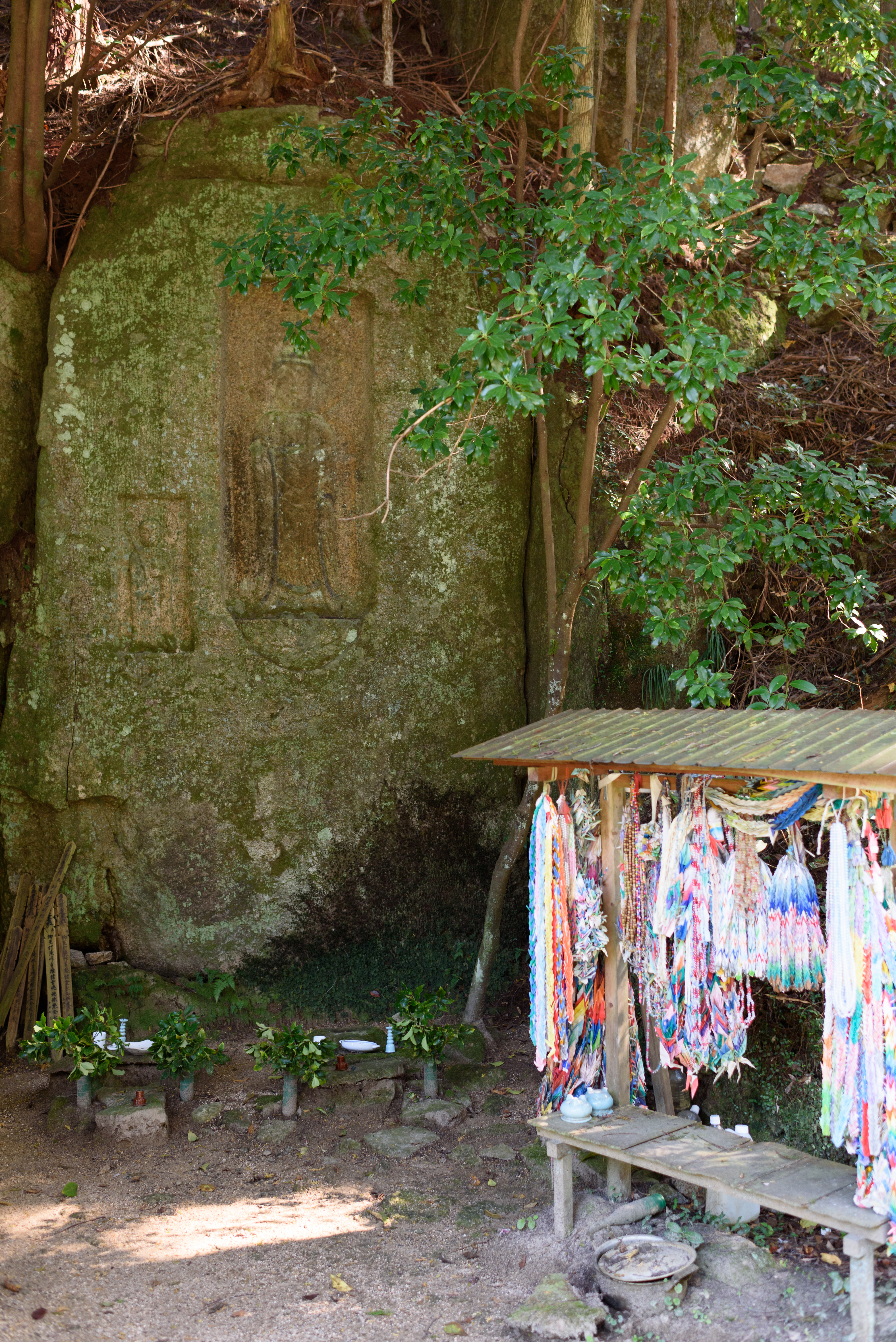
阿対の石仏